# Orquesta Sinfónica de Taipéi

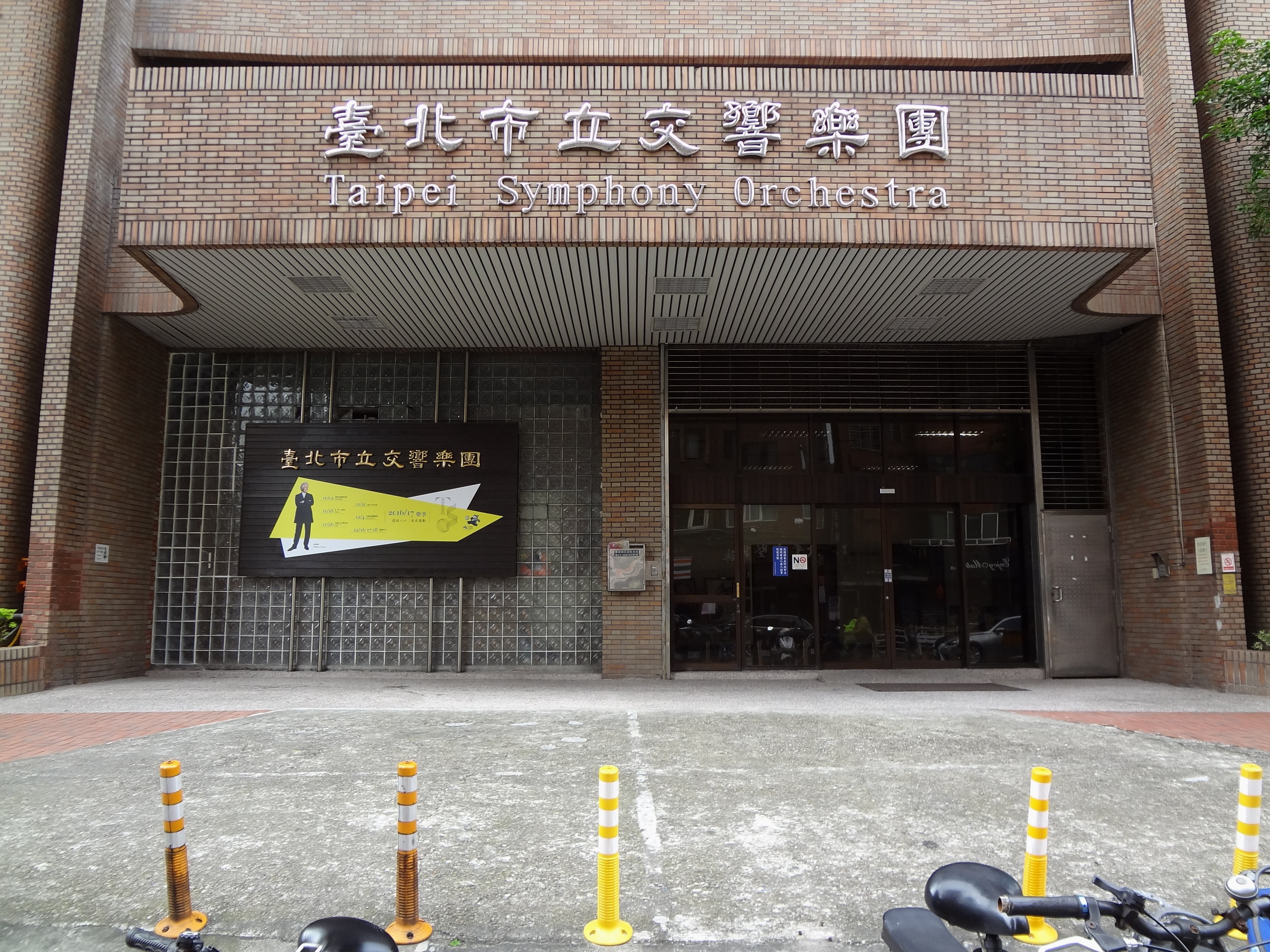
TSO

La Orquesta Sinfónica de Taipei conocida como TSO (no confundir con Orquesta Sinfónica de Toronto), fundada en 1969, es una orquesta con sede en Taipéi, Taiwán.
La agrupación trabaja con directores de música y directores de orquesta locales e internacionales, como Reinhard Goebel, Martin Fischer-Dieskau o Maurice Steger. El director principal actual de la orquesta es Gilbert Varga. En marzo de 2019 se anunció que Eliahu Inbal asumiría el cargo de director titular a partir de agosto de 2019, por tres años.

## Directores musicales y de orquesta
- Teng Chang-kuo (鄧昌國), 1969–1973
- Chen Tun-chu (陳暾初), 1973–1986
- Felix Chen, 1986–2003
- András Ligeti, 2005–2007
- Martin Fischer-Dieskau, 2008–2011
- Gilbert Varga, 2013–2018
- Eliahu Inbal, 2019– 2022